# Colobothea rubroornata
Colobothea rubroornata är en skalbaggsart som beskrevs av Dmytro Zajciw 1962. Colobothea rubroornata ingår i släktet Colobothea och familjen långhorningar.
Artens utbredningsområde är Paraguay. Inga underarter finns listade i Catalogue of Life.